# Homalium leratiorum
Homalium leratiorum är en videväxtart som beskrevs av André Guillaumin. Homalium leratiorum ingår i släktet Homalium och familjen videväxter. Inga underarter finns listade i Catalogue of Life.